# Łotwa na Letnich Igrzyskach Olimpijskich 1924
Łotwę na Letnich Igrzyskach Olimpijskich 1924 w Paryżu reprezentowało 36 sportowców w 6 dyscyplinach (lekkoatletyka, piłka nożna, Kolarstwo, boks, podnoszenie ciężarów, zapasy). Najmłodszym zawodnikiem był Arvīds Jurgens (18 lat i 364 dni). Najstarszym zawodnikiem był Andrejs Apsītis (36 lat i 170 dni). Igrzyska olimpijskie w Paryżu były pierwszymi w jakich brała udział reprezentacja niepodległej Łotwy.

## Zawodnicy
Lekkoatletyka
- Vilis Cimmermanis – odpadł w 1. rundzie (12 miejsce: Bieg na 500 m)
- Artūrs Gedvillo – odpadł w 1. rundzie (5 miejsce: Bieg na 100 m)
- Gvido Jekals – odpadł w 1. rundzie (5 miejsce: bieg na 500 m, 3 miejsce: Bieg na 200 m)
- Alfrēds Kalniņš – odpadł w 1. rundzie. (7. miejsce: Chód na 10 km)
- Arvīds Ķibilds – odpadł w 1. rundzie (9. miejsce: Chód na 10 km, 22.miejsce: Rzut dyskiem, 19. miejsce: pchnięcie kulą)
- Artūrs Motmillers – odpadł w 1. rundzie (13 miejsce: bieg na 5 000 m, 10 miejsce: Bieg na 10 000 m)
- Johans Oja – odpadł w ¼ rundzie finałowej (5. miejsce: bieg na 100 m, 4. miejsce: Bieg na 200 m)
- Alfrēds Ruks – odpadł w 1. rundzie (10. miejsce: chód na 10 km)
- Oto Seviško – odpadł w ¼ rundzie finałowej (5. miejsce; Bieg na 100 m)
- Teodors Sukatnieks – 21 miejsce

Boks
- Ernests Gūtmanis (17 miejsce – waga lekka)

Kolarstwo
- Andrejs Apsītis, Roberts Plūme, Fridrihs Ukstiņš, Artūrs Zeiberliņš – 7. miejsce drużynowo

Piłka nożna
- Kārlis Ašmanis, Arvīds Bārda, Edvīns Bārda, Rūdolfs Bārda, Kārlis Bone, Arvīds Jurgens, Arkādijs Pavlovs, Voldemārs Plade, Aleksandrs Roge, Pauls Sokolovs, Česlavs Stančiks – odpadli w 2. rundzie

Podnoszenie ciężarów
- Kārlis Leilands – 5 miejsce w wadze ciężkiej
- Alberts Ozoliņš – 22 miejsce w wadze średniej
- Ēriks Rauska – 21. miejsce w wadze lekkiej
- Ernests Reihmanis

Zapasy
- Arnolds Baumanis – odpadł w 2. rundzie
- Alberts Krievs – odpadł w 2. rundzie
- Jānis Polis – odpadł w 3. rundzie
- Rūdolfs Ronis – odpadł w 4. rundzie
- Jānis Rudzītis – odpadł w 2. rundzie
- Kārlis Vilciņš – odpadł w 3. rundzie